# خواهر کوچک (فیلم ۱۹۹۲)
خواهر کوچک (به انگلیسی: Little Sister) فیلمی محصول سال ۱۹۹۲ و به کارگردانی جیمی زیلینگر است. در این فیلم بازیگرانی همچون جاناتان سیلورمن، آلیسا میلانو، جورج نیوبرن، للانی سارل، تیا کریر ایفای نقش کرده‌اند.